# Station Oudenbosch
Station Oudenbosch is gelegen in de plaats Oudenbosch, in de gemeente Halderberge, in de Nederlandse provincie Noord-Brabant. Sprinters in de richtingen Roosendaal en Dordrecht houden er halt. Het stationsgebouw uit 1854 is de een na oudste nog bestaande van Nederland. Station Valkenburg werd één jaar eerder geopend.

## Faciliteiten
Er zijn zowel een onbewaakte fietsenstalling als fietskluizen aanwezig. Verder zijn er parkeerplaatsen voor auto's en een taxistandplaats. Er is ook een openbaar toilet aanwezig en er kunnen OV-fietsen gehuurd worden.
Het NS-loket is op 14 februari 2003 gesloten. Kaartverkoop vindt plaats via een kaartautomaat en er zijn palen voor de OV-chipkaart.
Verder is er ook een bushalte voor bussen richting Breda, Geertruidenberg, Klundert, Nispen en Oud Gastel.

## Dienstregeling
Momenteel stopt de volgende treinserie op dit station:
| Serie | Treinsoort    | Route                               | Bijzonderheden                               |
| ----- | ------------- | ----------------------------------- | -------------------------------------------- |
| 5900  | Sprinter (NS) | Dordrecht – Oudenbosch – Roosendaal | Rijdt na 20:00 uur en in het weekend 1x/uur. |

## Ontwikkeling aantal reizigers
Het aantal door NS vervoerde reizigers (per gemiddelde werkdag) ontwikkelde zich sedert 2019 als volgt:
| Jaar | Aantal reizigers |
| ---- | ---------------- |
| 2019 | 1.194            |
| 2020 | 720              |
| 2021 | 805              |
| 2022 | 1.070            |
| 2023 | 1.041            |
| 2024 | 1.022            |

## Afbeeldingen

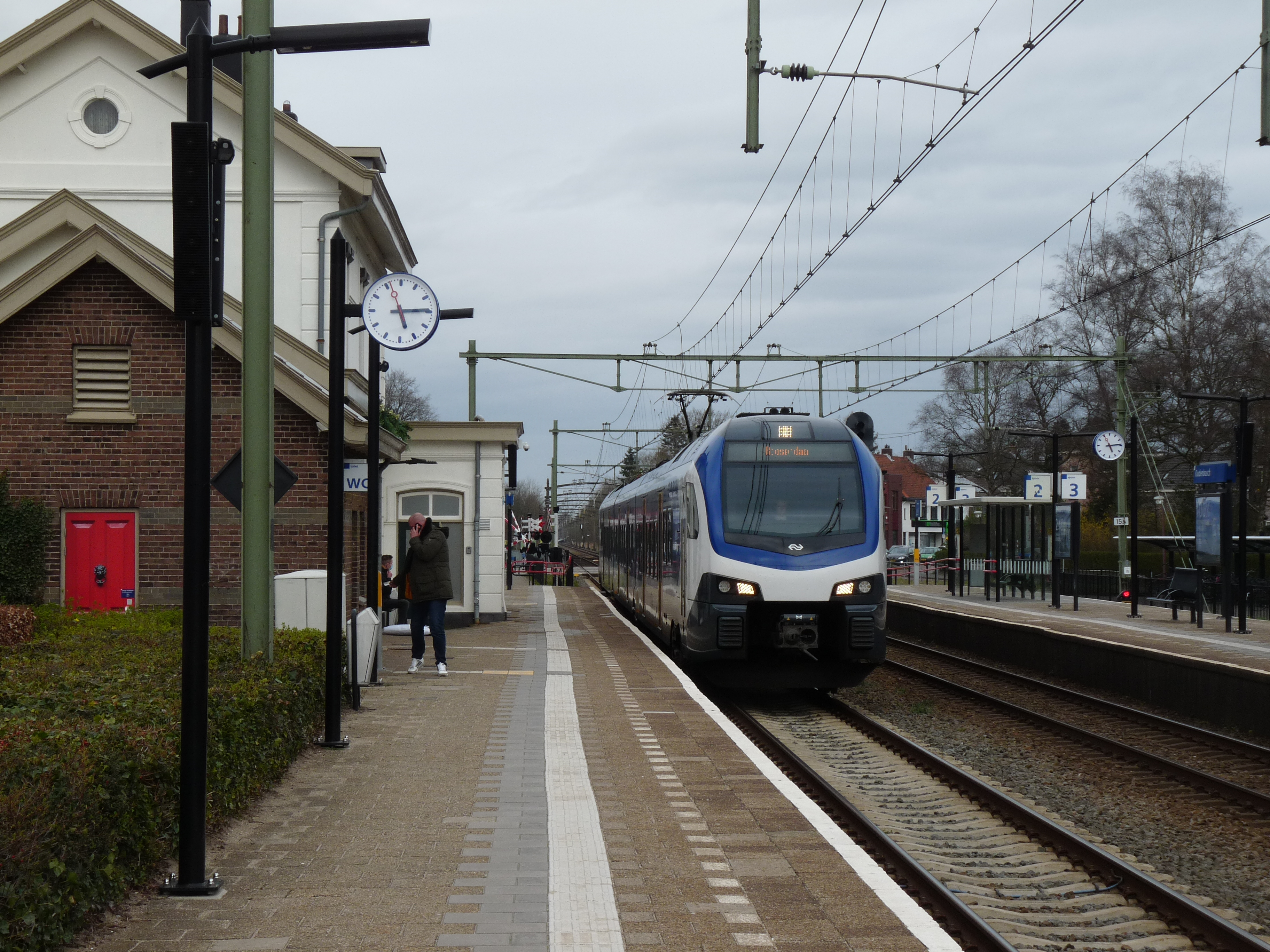
NS FLIRT op het station
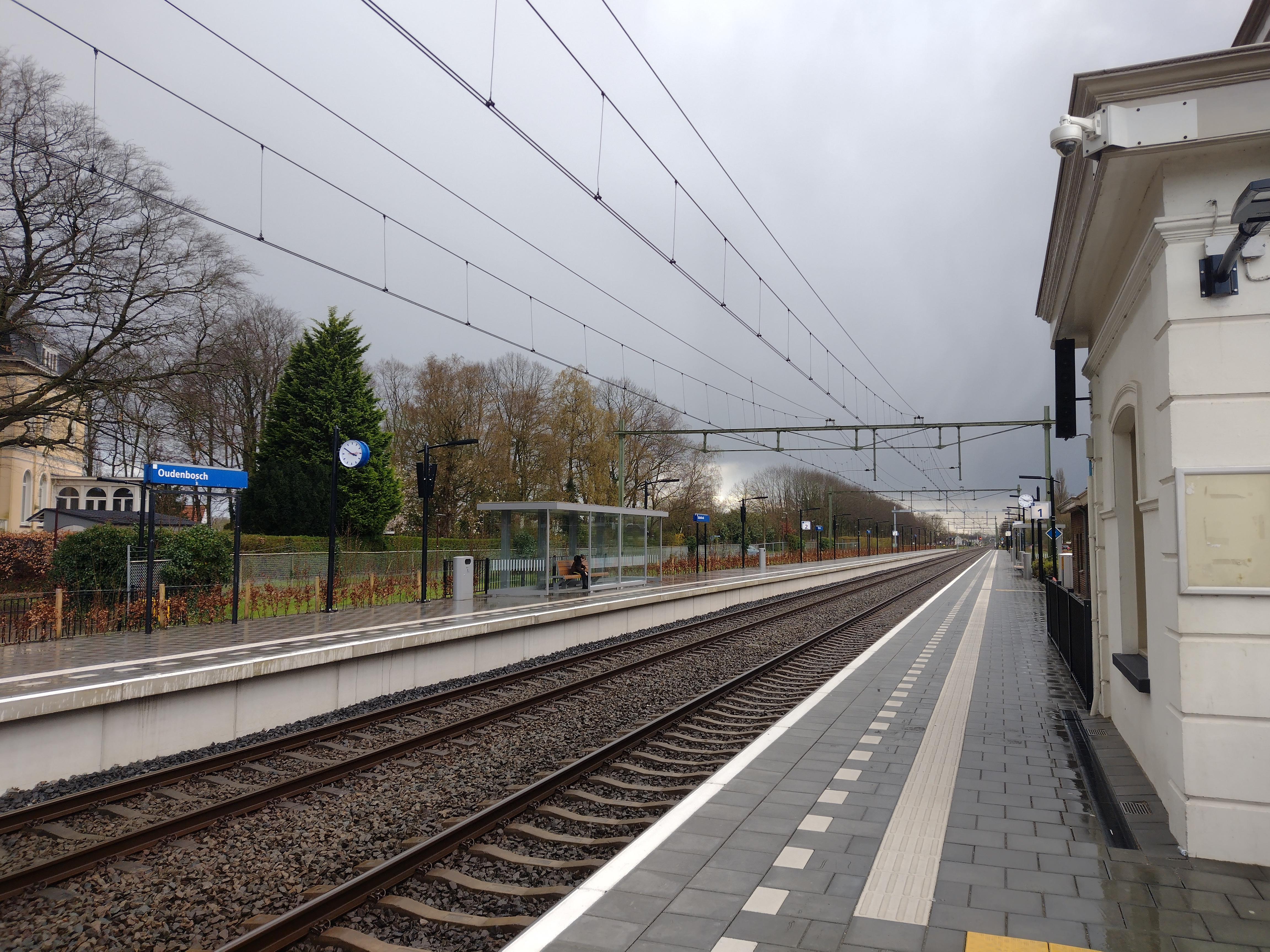
Perrons

0,0: Antwerpen-Centraal ·
2,3: Antwerpen-Oost ·
3,4: Borgerhout ·
5,8: Antwerpen-Dam ·
8,3: Antwerpen-Luchtbal ·
9,1: Antwerpen-Noorderdokken ·
11,4: Ekeren ·
12,5: Sint-Mariaburg ·
13,8: Heikestraat ·
15,0: Kapellen ·
19,0: Kapellenbos ·
21,0: Heide ·
22,7: Kijkuit ·
24,0: Kalmthout ·
28,1: Wildert ·
32,1: Essen ·
23,0: Roosendaal ·
15,6: Oudenbosch ·
7,5: Zevenbergen ·
0,0: Moerdijk AR ·
0,0: Lage Zwaluwe
Bergen op Zoom · 
Best · 
Boxmeer · 
Boxtel · 
Breda · 
-Prinsenbeek · 
Cuijk · 
Deurne · 
Eindhoven:
-Centraal · 
-Stadion · 
-Strijp-S ·
Etten-Leur · 
Geldrop · 
Gilze-Rijen · 
Heeze · 
Helmond · 
-Brandevoort ·
-Brouwhuis · 
-'t Hout · 
's-Hertogenbosch · 
-Oost · 
Lage Zwaluwe · 
Maarheeze · 
Oisterwijk · 
Oss ·
-West · 
Oudenbosch · 
Ravenstein · 
Roosendaal · 
Rosmalen · 
Tilburg · 
-Reeshof · 
-Universiteit · 
Vierlingsbeek · 
Vught · 
Zevenbergen
Voormalige stations: zie de lijst van voormalige spoorwegstations in Noord-Brabant